# Pandebu-Tokpombu
Pandebu-Tokpombu albo Pandebu – miasto w Sierra Leone, w Prowincji Wschodniej, w dystrykcie Kenema, 16 400 mieszkańców (2006). Przemysł spożywczy, włókienniczy.